# Agyemang
Agyemang ist ein westafrikanischer Familienname, der insbesondere in Ghana vorkommt.

## Namensträger
- Albert Agyemang (* 1977), ghanaischer Leichtathlet
- Emmanuel Agyemang (* 2004), ghanaischer Fußballspieler
- Emmanuel Agyemang Badu (Fußballspieler, 1990), ghanaischer Fußballspieler
- Emmanuel Agyemang Badu (Fußballspieler, 1994), ghanaischer Fußballspieler
- Eric Agyemang (* 1980), ghanaischer Fußballspieler
- Jane Naana Opoku-Agyemang (* 1951), ghanaische Literaturwissenschaftlerin, Politikerin und Hochschullehrerin
- John Opoku-Agyemang (* 1957), ghanaischer römisch-katholischer Geistlicher, Bischof von Konongo-Mampong
- Joseph Agyemang-Gyau (* 1939), ghanaischer Fußballspieler
- Louis Agyemang (* 1983), ghanaischer Fußballspieler
- Mabel Agyemang (* 1962), gambisch-ghanaische Juristin und Chief Justice von Gambia
- Michelle Agyemang (* 2006), englische Fußballspielerin
- Mimi Osei-Agyemang (* 1981), ghanaische Fußballspielerin
- Opoku Agyemang (* 1989), ghanaischer Fußballspieler
- Papa Agyemang (* 1984), ghanaischer Fußballspieler
- Patrick Agyemang (Fußballspieler, 1980) (* 1980), englisch-ghanaischer Fußballspieler
- Patrick Agyemang (Fußballspieler, 2000) (* 2000), US-amerikanischer Fußballspieler